# Konstancja (cesarzowa)
Konstancja (Flavia Iulia Constantia, Constantia, ur. po 293, zm. ok. 330) – córka Konstancjusza Chlorusa i jego drugiej żony – Teodory. Żona cesarza Licyniusza.